# Contabilidade internacional
A Contabilidade Internacional, do ponto de vista do Brasil, pode ser classificada em duas vertentes: a da contabilidade estadunidense, cujas regras principais são conhecidas por FAS, organizadas pela entidade civil FASB - The Financial Accounting Standards Board; e as regras de contabilidade organizadas por iniciativa da ONU. 

## Contabilidade estadunidense
A contabilidade estadunidense deve ser conhecida para fins de padronização com a contabilidade das corporações holdings daquele país, a serem seguidas pelas filiais no exterior, por exemplo. Também é exigida para o balanço (convertido em moeda estrangeira) das empresas de fora dos EUA que quiserem lançar títulos nas bolsas americanas. A SEC (órgão similar à CVM do Brasil), designou o FASB como responsável pela padronização contábil das companhias americanas.

## Contabilidade baseada nos moldes da ONU
Já a contabilidade internacional baseada nos moldes descritos a seguir, busca uma padronização para todos os países da ONU. 
Os princípios e regras de Contabilidade Internacional são detalhados nos pronunciamentos IAS, IFRS, SIC e IFRIC, que foram publicados pelo IASB (International Accounting Standards Board). As normas internacionais de contabilidade IAS / IFRS são publicadas em inglês que é a única versão oficial. A União Europeia realizou uma tradução livre para o português assim como para outros idiomas (Francês, Espanhol, Alemão etc.). Porém as traduções não são versões oficiais. O IASB e o IFRS estão em busca de uma convergência internacional com o FASB. Em 18 de setembro de 2002, em Norwalk (Connecticut), FASB e IASB se reuniram e divulgaram um "Memorando de Entendimento (Memorandum of Understanding)".

## Siglas inglesas importantes
- IASC (International Accounting Standards Committee)
- IASB (International Accounting Standards Board)
- IAS (International Accounting Standard)
- SIC (Standing Interpretations Committee)
- IFRS (International Financial Reporting Standard)
- IFRIC (International Financial Reporting Interpretations Committee)

## Estrutura conceitual da contabilidade internacional
Os princípios fundamentais da estrutura conceptual da Contabilidade internacional estão definidos no texto chamado "Framework" em inglês ("Estrutura conceitual"). O texto não é uma norma internacional de contabilidade. Ele é uma descrição dos conceitos básicos que devem ser respeitados na preparação e apresentação das demonstrações financeiras internacionais. O texto define o espírito intrínseco das normas internacionais, a filosofia geral das normas e tem também como objetivo ajudar  a diretoria do IASB no desenvolvimento e interpretação das normas internacionais de contabilidade, os usuários na elaboração das demonstrações financeiras e os auditores na formação de uma opinião de auditoria. Em caso de conflito entre qualquer norma internacional e o "framework", as exigências da norma internacional prevalecem sobre as do "framework".
Os principais conceitos apresentados na Estrutura conceitual são:
- Os objetivos das demonstrações financeiras: dar informações sobre a posição financeira, os resultados, e as mudanças na posição financeira de uma entidade, que sejam úteis a um grande número de usuários (investidores, empregados, fornecedores, clientes, instituições financeiras ou governamentais, agências de notação e público) em suas tomadas de decisão.
- Os pressupostos básicos: regime de competência e continuidade.
- As características qualitativas das demonstrações financeiras: clareza, relevância, confiabilidade, comparabilidade, equilíbrio entre custo e beneficio na preparação das demonstrações financeiras.
- Os elementos das demonstrações financeiras: o balanço patrimonial, a demonstração de resultado, a demonstração de fluxo de caixa, as notas e as divulgações incluindo informações por segmento de negócio.
- Os critérios de reconhecimento dos ativos, passivos, receitas e despesas.
- Os princípios de avaliação dos elementos das demonstrações financeiras: custo histórico, custo corrente, valor realizável e valor presente.